# Chotantsa
Chotantsa (bulgariska: Хотанца) är ett distrikt i Bulgarien.   Det ligger i kommunen Obsjtina Ruse och regionen Ruse, i den nordöstra delen av landet, 260 km nordost om huvudstaden Sofia.
Trakten runt Chotantsa består till största delen av jordbruksmark. Runt Chotantsa är det ganska glesbefolkat, med 35 invånare per kvadratkilometer.